# براووئیت
براووئیت (به انگلیسی: Bravoite) با فرمول شیمیایی (FeNiCo)S2 از مجموعه کانی هاست و از نام دانشمند پرو براوو (H.Bravo) اخذ شده‌است محلول در HNO۳ و به‌طور بخشی در HCl نسبت به سری ایزومرف FeS2 - NiS2 - CoS۲ - متغیر است برای اولین بار در آمریکا (کلرادو) کشف شد و از نظر شکل بلور: اکتائدر - هگزائدر، رنگ: خاکستری فولادی - صورتی، شفافیت: کدر (اپاک)، شکستگی: صدفی - نامنظم، جلا: فلزی، رخ: ناقص- مطابق با سطح، سیستم تبلور: مکعبی و در رده‌بندی سولفور است همچنین خاصیت مغناطیسی ندارد و منشأ تشکیل آن هیدروترمال - ماگمایی - رسوبی - ثانوی است.
همایند کانی‌شناسی (پارانژ) آن اشعه X و واکنشهای شیمیائیزیگنیت- کالکوپیریت- میلریت- پیریت- مارکازیت و غیره است
، از نظر ژیزمان بلوری - آگرگات دانه‌ای کمیاب است و بیشتر در آلمان غربی، چک اسلواکی، انگلستان، کانادا و پرو یافت می‌شود.

## نگارخانه

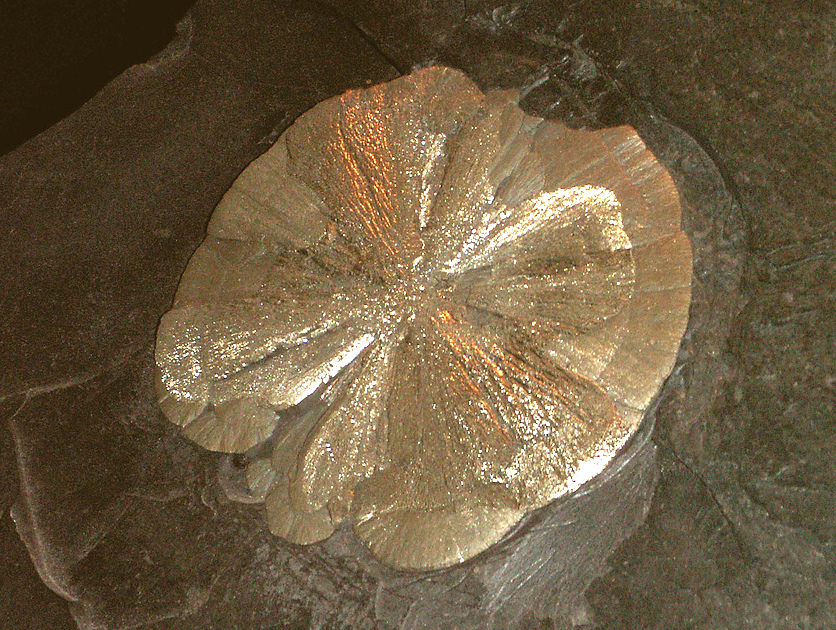
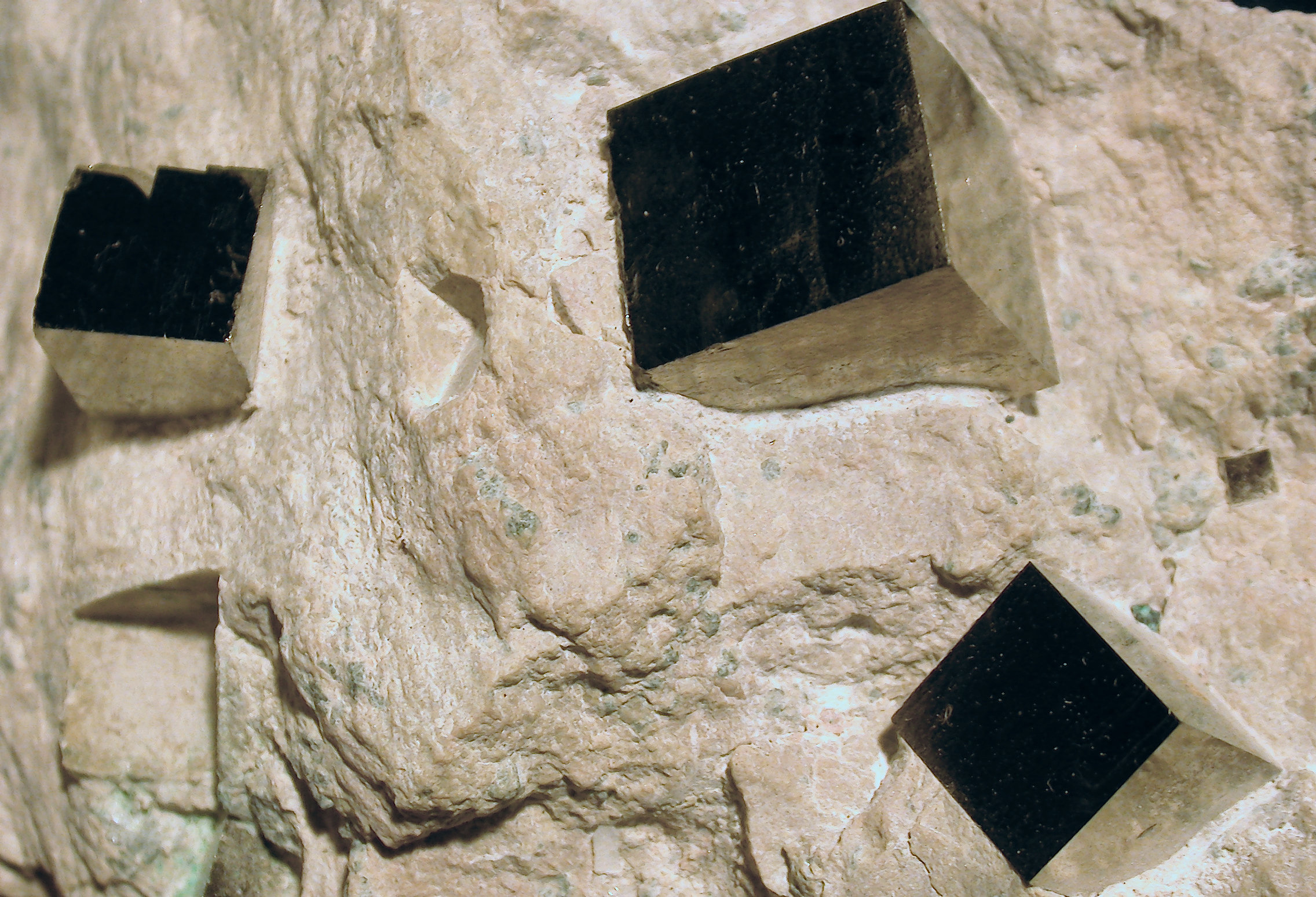
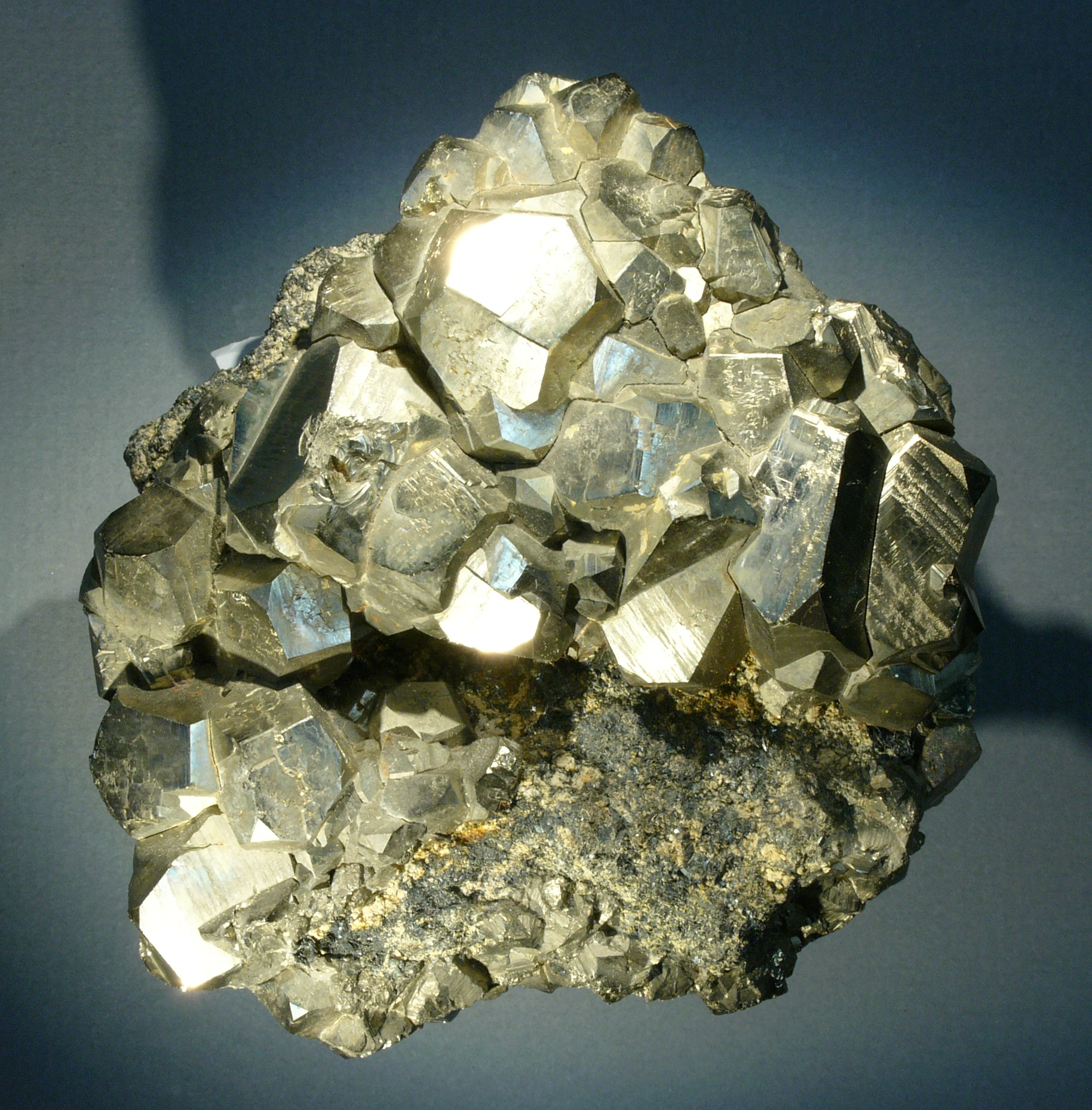
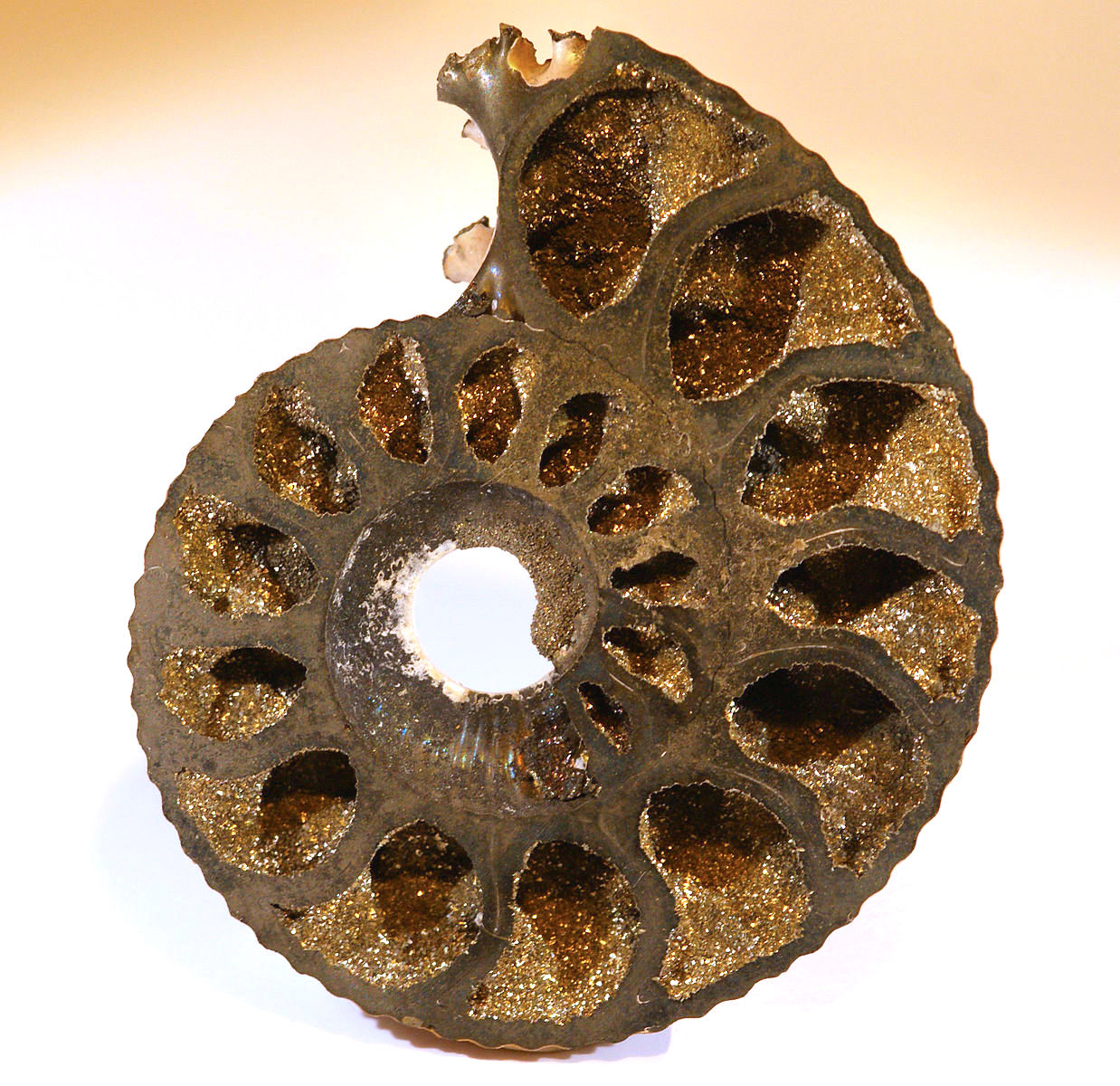